# Bactrocera anchitrichota
Bactrocera anchitrichota
 es una especie de díptero que Drew describió por primera vez en 1989. Bactrocera anchitrichota pertenece al género Bactrocera de la familia Tephritidae.